# Liste des titres musicaux numéro un en France en 1955
Voici la liste des titres musicaux numéro un en France en 1955 selon le hit-parade créé par le site Infodisc, tenant compte des ventes de disques et des passages en radio.

## Classement des singles
| Semaine | Date de sortie | Artiste                    | Titre                       |
| ------- | -------------- | -------------------------- | --------------------------- |
| 40      | 5 octobre      | Jacqueline François        | Les Lavandières du Portugal |
| 41      | 12 octobre     | Jacqueline François        | Les Lavandières du Portugal |
| 42      | 19 octobre     | Jacqueline François        | Les Lavandières du Portugal |
| 43      | 26 octobre     | Jacqueline François        | Les Lavandières du Portugal |
| 44      | 2 novembre     | Jacqueline François        | Les Lavandières du Portugal |
| 45      | 9 novembre     | Jacqueline François        | Les Lavandières du Portugal |
| 46      | 16 novembre    | Jacqueline François        | Les Lavandières du Portugal |
| 47      | 23 novembre    | Jacqueline François        | Les Lavandières du Portugal |
| 48      | 30 novembre    | Jacqueline François        | Les Lavandières du Portugal |
| 49      | 7 décembre     | Jacqueline François        | Les Lavandières du Portugal |
| 50      | 14 décembre    | Jacqueline François        | Les Lavandières du Portugal |
| 51      | 21 décembre    | Jacqueline François        | Les Lavandières du Portugal |
| 52      | 28 décembre    | Eddie et Tania Constantine | L'Homme et l'Enfant         |